# Joseph-Hervé Rousseau
Pour les articles homonymes, voir Rousseau.
Joseph-Hervé Rousseau (22 octobre 1877-5 juin 1964) est un notaire et homme politique fédéral du Québec.

## Biographie
Né à Trois-Pistoles dans le Bas-Saint-Laurent, Joseph-Hervé Rousseau étudie au Collège de Sainte-Anne-de-la-Pocatière et à l'Université Laval où il reçut un Baccalauréat en droit. Pendant douze ans, il est président de la Commission scolaire de Trois-Pistoles.
Élu député libéral indépendant dans la circonscription fédérale de Rimouski lors d'une élection partielle survenue après le décès du député sortant Gleason Belzile, il est défait par le candidat libéral officiel Gérard Légaré en 1953.